# Râul Derelui
Derelui (în ucraineană Дереглуй/Дерелуй, transliterat: Derehlui/Derelui, popular Drihalui) este un râu care străbate teritoriul regiunii Cernăuți din Ucraina, fiind afluent de dreapta al râului Prut.

## Geografie
Râul Derelui izvorăște în apropiere de orașul Adâncata din regiunea Cernăuți (Ucraina), în apropiere de frontiera cu România, și curge spre nord-est în raionul Storojineț și raionul Herța, vărsându-se în Prut în apropiere de satul Ostrița. 
Are o lungime de 34 km și un bazin hidrografic de 313 km². Din lungimea sa, 14,3 km se află pe teritoriul raionului Adâncata, restul fiind în raioanele Storojineț și Herța. Printre afluenții cei mai importanți se numără râurile Nevolnița, Hrașoveț, Borodaci și Corovia.
Râul Derelui are ostroave de-a lungul cursului său. Pe malul apei sunt ferme piscicole. 